# Veerawong Leksuntorn
Veerawong Leksuntorn (thailändisch วีรวงศ์ เล็กสุนทร, * 5. Dezember 1991) ist ein thailändischer Fußballspieler.

## Karriere
Veerawong Leksuntorn erlernte das Fußballspielen in der Schulmannschaft des Bangkok Christian College in der thailändischen Hauptstadt Bangkok. Bis Ende 2013 stand er bei Roi Et United unter Vertrag. Der Verein aus Roi Et spielte in der dritten Liga des Landes, der damaligen Regional League Division 2. Hier trat man in der North/Eastern Region an. 2013 wurde er mit Roi Et Meister und stieg in die zweite Liga auf. Nach dem Aufstieg verließ er den Verein und schloss sich dem in Bangkok beheimateten Erstligisten TOT SC (Telephone Organization of Thailand) an. Für TOT absolvierte er 50 Spiele in der ersten Liga, der Thai Premier League. Der Zweitligist Air Force Central nahm ihn die Saison 2016 unter Vertrag. 2017 unterschrieb er einen Vertrag beim Erstligaabsteiger BBCU FC. Während der Hinserie wurde der Bangkoker Verein vom thailändischen Fußballverband gesperrt. Der ebenfalls in der zweiten Liga spielende Angthong FC aus Ang Thong nahm ihn Mitte 2017 unter Vertrag. Ende 2018 musste er mit Angthong in die dritte Liga absteigen. Wo er 2019 gespielt hat, ist unbekannt. Der Zweitligist Ayutthaya United FC aus Ayutthaya verpflichtete ihn Anfang 2020. Nach vier Zweitligaspielen wurde der Vertrag Mitte 2020 aufgelöst.
Seit 1. Juli 2020 ist er vertrags- und vereinslos.

## Erfolge
Roi Et United
- Regional League Division 2 – North/East: 2013  ▲